# The Hand That Rocks the Cradle
The Hand That Rocks the Cradle is een thriller uit 1992 onder regie van Curtis Hanson, met in de hoofdrol Rebecca De Mornay. De film werd genomineerd voor onder meer de Saturn Awards voor beste horrorfilm, beste actrice (Rebecca De Mornay) en beste bijrolspeelster (Julianne Moore). De film bracht $ 88.036.683,- op.

## Verhaal
Claire Bartel is zwanger van haar tweede kindje. Bij een controle van haar gynaecoloog dr. Mott betast deze haar op een duidelijk seksuele manier. Claire vertelt dit aan haar man en ze besluiten een aanklacht in te dienen. Vier andere vrouwen dienen hierop eveneens een aanklacht in. Dokter Mott pleegt zelfmoord. De verzekeringsmaatschappij weigert uitkering aan zijn hoogzwangere vrouw, en op dokter Motts bezittingen wordt beslag gelegd. Mevrouw Mott krijgt een miskraam als gevolg van de emotionele belasting van deze situatie. In het ziekenhuis ziet ze op tv dat Claire Bartel degene is die de zaak aan het rollen heeft gebracht.
Claire krijgt een zoontje, Joey. Het gezin huurt de geestelijk gehandicapte Solomon in om wat handwerk rondom het huis te verrichten. Op dat moment komt ze ene Peyton Flanders tegen, die op zoek is naar de Bartels, omdat ze zou hebben gehoord dat die een kindermeisje nodig zouden hebben. Peyton lijkt perfect voor de job: ze houdt de schoolbus tegen zodat Claire haar dochtertje Emma alsnog haar jas kan geven, en ze voorkomt net op tijd dat Joey stikt in een oorbel. Peyton is natuurlijk direct aangenomen. Wat Claire niet weet is dat Peyton de oorbel opzettelijk in Joeys mond had gestopt om zo goede sier te maken. Want Peyton is eigenlijk mevrouw Mott, die Claire de schuld geeft dat ze alles, met name haar baby, is kwijtgeraakt. Door in het gezin te infiltreren hoopt ze een kans te krijgen om wraak te nemen.
Die kans lijkt al meteen te komen: Peyton sluipt Joeys slaapkamer in om hem met een kussen te wurgen. Ze bedenkt zich echter, denkend aan haar eigen dode baby, en geeft hem in plaats daarvan de borst (ze is al die tijd blijven kolven). Hierdoor heeft Joey geen trek meer in de melk van zijn moeder. Ze besluit alvorens ultiem wraak op Claire te nemen en het gezin langzaam te ontwrichten.
Tijdens een diner met vrienden vertelt Claire dat ze een 'nanny' heeft. Haar beste vriendin Marlene is hier niet zo'n fan van, alleen al vanwege het idee zomaar een wildvreemde in het gezin te laten op zo'n gevoelige positie. Ze citeert uit het gedicht The Hand That Rocks the Cradle van William Ross Wallace: "The hand that rocks the cradle is the hand that rules the world."
Peyton laat Emma stiekem 's nachts films kijken bij haar op de kamer, op voorwaarde dat dit 'hun speciale geheimpje blijft'. Ook beschermt ze Emma tegen een plaaggeest op school, die ze dreigt 'de kop van de romp te trekken'. Verder steelt Peyton een belangrijke brief van Michael die Claire zou moeten versturen. Claire raakt zodanig in de stress dat ze een astma-aanval krijgt. Nadien leegt ze ook stiekem alle inhalators, zodat Claire de volgende keer geen medicijn meer heeft en er hopelijk voor haar in zal blijven.
De gehandicapte Solomon ziet in dat Peyton kwaad in de zin heeft, maar Peyton bedreigt hem zodanig dat hij niets durft te ondernemen. Niettemin moet hij weggewerkt worden, dus zegt Peyton tegen Claire dat ze vindt dat Solomon Emma 'vreemd' aanraakt, en verstopt een van haar onderbroekjes in Solomons spullen. Peyton zorgt dat Claire het ondergoed vindt, en Solomon wordt de laan uitgestuurd. Als Emma Peyton vraagt waarom Solomon, op wie ze gek was, weg moet, zegt Peyton dat mama Solomon niet meer in huis wilde. Emma zegt vervolgens dat ze mama haat.
Claire is enigszins down en Peyton suggereert Michael om samen met Marlene een 'surprise party' te organiseren om haar op te vrolijken. Dit leidt ertoe dat Michael Marlene buiten Claires weten om ontmoet om het te regelen, want het moet immers een verrassing blijven. Peyton zorgt ervoor dat Claire dit weet en plaatst dit in een bedenkelijke context, wetend dat Michael en Marlene lang geleden in hun middelbareschooltijd een stelletje zijn geweest. Claire raakt er zodoende van overtuigd dat de twee hun oude romance weer hebben opgepikt, wat tot een emotionele uitbarsting tegen Michael leidt. Ze huilt en schreeuwt dat Michael 'met Marlene aan het neuken is', terwijl achter de deur en binnen gehoorbereik Marlene, de kinderen en alle vrienden staan te wachten. Het feestje is bedorven.
Michael en Claire plannen hierop een weekendje weg met de kinderen, om bij te komen. Peyton ziet het gevaar en zet een boobytrap voor Claire. Het verstelbare dak van de broeikas wordt opengezet, door middel van een aan de kasdeur verbonden constructie. Als iemand de deur opent valt het dak dicht, breekt het glas, en wordt de persoon gespietst door het vallende glas. Niet Claire maar Marlene loopt echter in de val: Marlene ontmaskert Peyton als mevrouw Mott, en als ze Claire probeert te waarschuwen zegt Peyton dat die in de broeikas is. Marlene rent naar de broeikas en wordt gedood door de boobytrap. Peyton neemt de kinderen uit wandelen, en wanneer Claire ziet dat Marlene dood is krijgt ze een zware astma-aanval. Omdat alle inhalators nu leeg zijn raakt ze bewusteloos en moet ze worden opgenomen in het ziekenhuis.
Tijdens de afwezigheid van Claire probeert Peyton Michael te verleiden, maar zonder succes. Na haar ontslag ontdekt Claire dat Marlene vlak voor haar dood een urgente voicemail heeft achtergelaten. Ze onderzoekt waar Marlene mee bezig was vlak voor haar dood, en ontdekt dat ze dokter Motts oude huis aan het verkopen was. Claire bezoekt het huis en ontdekt dat de babykamer gedecoreerd is als die van Joey. Zo ontdekt ze dat Peyton mevrouw Mott is. Ze haast zich naar huis, geeft Peyton een klap, en zet haar uit haar huis.
Die avond keert Peyton terug en verrast Michael door hem met een schep de trap af te slaan. Michael breekt beide benen en is uitgeschakeld. Ook Claire wordt neergeslagen, maar Emma neemt Joey snel mee naar de zolder, waar ook Solomon zich bevindt, die uit bezorgdheid was teruggekomen. Peyton klimt naar de zolder en beveelt Solomon haar de baby te geven, maar die weigert, zelfs nadat Peyton hem met een metalen staaf slaat. Claire bereikt de zolder, gewapend met een keukenmes, en beveelt Peyton haar en haar gezin met rust te laten. Peyton valt haar aan en Claire doet alsof ze een astma-aanval krijgt. Peyton lacht haar nu vierkant uit: Claires baby drinkt Peytons melk, Michael denkt tijdens de seks niet aan Claire maar aan Peyton, Emma verkiest Peyton als haar 'speciale vriendin' boven Claire, en zelf is ze niet eens in staat adem te halen. Ze keert zich terug naar Solomon en Emma om de baby af te pakken, maar dat moment gebruikt Claire om Peyton uit het zolderraam te duwen. Ze valt en wordt gespietst op het tuinhek.

## Rolverdeling
| Acteur            | Personage                          |
| ----------------- | ---------------------------------- |
| Rebecca De Mornay | Peyton Flanders alias mevrouw Mott |
| Annabella Sciorra | Claire Bartel                      |
| Matt McCoy        | Michael Bartel                     |
| Ernie Hudson      | Solomon                            |
| Madeline Zima     | Emma                               |
| Julianne Moore    | Marlene                            |